# Charlène Clavel
Charlène Clavel (1991) es una deportista francesa que compite en triatlón. Ganó dos medallas en el Campeonato Mundial de Triatlón de Larga Distancia, oro en 2024 y bronce en 2025.

## Palmarés internacional
| Campeonato Mundial | Campeonato Mundial     | Campeonato Mundial | Campeonato Mundial |
| Año                | Lugar                  | Medalla            | Prueba             |
| ------------------ | ---------------------- | ------------------ | ------------------ |
| 2024               | Townsville (Australia) | Medalla de oro     | Individual         |
| 2025               | Pontevedra (España)    | Medalla de bronce  | Individual         |